# Régi Doktorok kalandjai
Régi Doktorok kalandjai (rövidítve RDK) (eredeti címén Past Doctor Adventures (rövidítve PDA vagy PDAs)) BBC Books könyvsorozata az első hét Doktorral. 76 kötetből áll.

## Könyvek listája
|     | Cím                            | Író(k)                          | Doktor(ok) sorszáma              | ! További szereplő(k)                                    | Kiadás           |
| --- | ------------------------------ | ------------------------------- | -------------------------------- | -------------------------------------------------------- | ---------------- |
| 1.  | The Devil Goblins from Neptune | Martin Day és Keith Topping     | 3.                               | Liz, UNIT                                                | 1997. június     |
| 2.  | The Murder Game                | Steve Lyons                     | 2.                               | Ben, és Polly                                            | 1997. július     |
| 3.  | The Ultimate Treasure          | Christopher Bulis               | 5.                               | Peri                                                     | 1997. augusztus  |
| 4.  | Business Unusual               | Gary Russell                    | 6.                               | Mel, és a dandártábornok                                 | 1997. szeptember |
| 5.  | Illegal Alien                  | Mike Tucker és Robert Perry     | 7.                               | Ace                                                      | 1997. október    |
| 6.  | The Roundheads                 | Mark Gatiss                     | 3.                               | Ben, Polly és Jamie                                      | 1997. november   |
| 7.  | The Face of the Enemy          | David A. McIntee                | 2.                               | A Mester, UNIT, A dandártábornok, Ian, Barbara, és Harry | 1998. január     |
| 8.  | Eye of Heaven                  | Jim Mortimore                   | 4.                               | Leela                                                    | 1998. február    |
| 9.  | The Witch Hunters              | Steve Lyons                     | 1.                               | Susan, Ian, és Barabara                                  | 1998. március    |
| 10. | The Hollow Men                 | Martin Day és Keith Topping     | 7.                               | Ace                                                      | 1998. április    |
| 11. | Catastrophea                   | Terrance Dicks                  | 3.                               | Jo                                                       | 1998. május      |
| 12. | Mission: Impractical           | David A. McIntee                | 6.                               | Frobisher                                                | 1998. június     |
| 13. | Zeta Major                     | Simon Messingham                | 5.                               | Tegan és Nyssa                                           | 1998. július     |
| 14. | Dreams of Empire               | Justin Richards                 | 2.                               | Jamie és Victoria                                        | 1998. augusztus  |
| 15. | Last Man Running               | Chris Boucher                   | 4.                               | Leela                                                    | 1998. szeptember |
| 16. | Matrix                         | Mike Tucker és Robert Perry     | 7.                               | Ace                                                      | 1998. október    |
| 17. | The Infinity Doctors           | Lance Parkin                    | Meghatározatlan                  | nincs                                                    | 1998. november   |
| 18. | Salvation                      | Steve Lyons                     | 1.                               | Steven és Dodo                                           | 1999. január     |
| 19. | The Wages of Sin               | David A. McIntee                | 3.                               | Jo és Liz                                                | 1999. február    |
| 20. | Deep Blue                      | Mark Morris                     | 5.                               | Tegan, Turlough és UNIT                                  | 1999. március    |
| 21. | Players                        | Terrance Dicks                  | 6.                               | Peri                                                     | 1999. április    |
| 22. | Millennium Shock               | Justin Richards                 | 4.                               | Harry                                                    | 1999. május      |
| 23. | Storm Harvest                  | Mike Tucker és Robert Perry     | 7.                               | Ace                                                      | 1999. június     |
| 24. | The Final Sanction             | Steve Lyons                     | 2.                               | Jamie és Zoe                                             | 1999. július     |
| 25. | City at World's End            | Christopher Bulis               | 1.                               | Ian, Barbara, és Susan                                   | 1999. szeptember |
| 26. | Divided Loyalties              | Gary Russell                    | 5.                               | Adric, Nyssa, és Tegan                                   | 1999. október    |
| 27. | Corpse Marker                  | Chris Boucher                   | 4.                               | Leela                                                    | 1999. november   |
| 28. | Last of the Gaderene           | Mark Gatiss                     | 3.                               | Jo és UNIT                                               | 2000. január     |
| 29. | Tomb of Valdemar               | Simon Messingham                | 4.                               | Romana I, K-9                                            | 2000. február    |
| 30. | Verdigris                      | Paul Magrs                      | 3.                               | Jo                                                       | 2000. április    |
| 31. | Grave Matter                   | Justin Richards                 | 6.                               | Peri                                                     | 2000. május      |
| 32. | Heart of TARDIS                | Dave Stone                      | 2. és 4.                         | Jamie, Victoria és Romana I                              | 2000. június     |
| 33. | Prime Time                     | Mike Tucker                     | 7.                               | Ace                                                      | 2000. július     |
| 34. | Imperial Moon                  | Christopher Bulis               | 5.                               | Turlough és Kamelion                                     | 2000. augusztus  |
| 35. | Festival of Death              | Jonathan Morris                 | 4.                               | Romana II és K-9                                         | 2000. szeptember |
| 36. | Independence Day               | Peter Darvill-Evans             | 2. és 7.                         | Jamie és Ace                                             | 2000. október    |
| 37. | The King of Terror             | Keith Topping                   | 5.                               | Tegan, Turlough és a dandártábornok                      | 2000. november   |
| 38. | The Quantum Archangel          | Craig Hinton                    | 6.                               | Mel                                                      | 2001. január     |
| 39. | Bunker Soldiers                | Martin Day                      | 1.                               | Steven és Dodo                                           | 2001. február    |
| 40. | Rags                           | Mick Lewis                      | 3.                               | Jo és UNIT                                               | 2001. március    |
| 41. | The Shadow in the Glass        | Justin Richards és Stephen Cole | 6.                               | a dandártábornok                                         | 2001. április    |
| 42. | Asylum                         | Peter Darvill-Evans             | 4.                               | Nyssa                                                    | 2001. május      |
| 43. | Superior Beings                | Nick Walters                    | 5.                               | Peri                                                     | 2001. június     |
| 44. | Byzantium!                     | Keith Topping                   | 1.                               | Ian, Barbara and Vicki                                   | 2001. július     |
| 45. | Bullet Time                    | David A. McIntee                | 7.                               | Sarah Jane Smith                                         | 2001. augusztus  |
| 46. | Psi-ence Fiction               | Chris Boucher                   | 6.                               | Leela                                                    | 2001. szeptember |
| 47. | Dying in the Sun               | Jon de Burgh Miller             | 2.                               | Ben és Polly                                             | 2001. október    |
| 48. | Instruments of Darkness        | Gary Russell                    | 6.                               | Mel és Evelyn Smythe                                     | 2001. november   |
| 49. | Relative Dementias             | Mark Michalowski                | 4.                               | Ace                                                      | 2002. január     |
| 50. | Drift                          | Simon A. Forward                | 7.                               | Leela                                                    | 2002. február    |
| 51. | Palace of the Red Sun          | Christopher Bulis               | 6.                               | Peri                                                     | 2002. március    |
| 52. | Amorality Tale                 | David Bishop                    | 3.                               | Sarah                                                    | 2002. április    |
| 53. | Warmonger                      | Terrance Dicks                  | 5.                               | Peri                                                     | 2002. május      |
| 54. | Ten Little Aliens              | Stephen Cole                    | 1.                               | Ben és Polly                                             | 2002. június     |
| 55. | Combat Rock                    | Mick Lewis                      | 2.                               | Jamie és Victoria                                        | 2002. július     |
| 56. | The Suns of Caresh             | Paul Saint                      | 3.                               | Jo                                                       | 2002. augusztus  |
| 57. | Heritage                       | Dale Smith                      | 7.                               | Ace                                                      | 2002. október    |
| 58. | Fear of the Dark               | Trevor Baxendale                | 5.                               | Tegan és Nyssa                                           | 2002. december   |
| 59. | Blue Box                       | Kate Orman                      | 6.                               | Peri                                                     | 2003. március    |
| 60. | Loving the Alien               | Mike Tucker és Robert Perry     | 7.                               | Ace                                                      | 2003. május      |
| 61. | The Colony of Lies             | Colin Brake                     | 2. és 7.                         | Jamie, Zoe és Ace                                        | 2003. június     |
| 62. | Wolfsbane                      | Jacqueline Rayner               | 4. és 8.                         | Harry és Sarah                                           | 2003. szeptember |
| 63. | Deadly Reunion                 | Terrance Dicks és Barry Letts   | 3.                               | Jo és UNIT                                               | 2003. november   |
| 64. | Scream of the Shalka           | Paul Cornell                    | A nemhivatalos kilencedik Doktor | Alison, Shalka Mester                                    | 2004. február    |
| 65. | Empire of Death                | David Bishop                    | 5.                               | Nyssa                                                    | 2004. március    |
| 66. | The Eleventh Tiger             | David A. McIntee                | 1.                               | Ian, Barbara és Vicki                                    | 2004. május      |
| 67. | Synthespians™                  | Craig Hinton                    | 6.                               | Peri                                                     | 2004. június     |
| 68. | The Algebra of Ice             | Lloyd Rose                      | 7.                               | Ace                                                      | 2004. szeptember |
| 69. | The Indestructible Man         | Simon Messingham                | 2.                               | Jamie és Zoe                                             | 2004. november   |
| 70. | Match of the Day               | Chris Boucher                   | 4.                               | Leela                                                    | 2005. február    |
| 71. | Island of Death                | Barry Letts                     | 3.                               | Sarah                                                    | 2005. július     |
| 72. | Spiral Scratch                 | Gary Russell                    | 6.                               | Mel                                                      | 2005. augusztus  |
| 73. | Fear Itself                    | Nick Wallace                    | 8.                               | Fitz és Anji                                             | 2005. szeptember |
| 74. | World Game                     | Terrance Dicks                  | 2.                               | Lady Serena                                              | 2005. október    |
| 75. | The Time Travellers            | Simon Guerrier                  | 1.                               | Susan, Ian és Barbara                                    | 2005. november   |
| 76. | Atom Bomb Blues                | Andrew Cartmel                  | 7.                               | Ace                                                      | 2005. december   |

## Fordítás
- Ez a szócikk részben vagy egészben  a   Past_Doctor_Adventures című angol Wikipédia-szócikk fordításán alapul.  Az eredeti cikk szerkesztőit annak laptörténete sorolja fel. Ez a jelzés csupán a megfogalmazás eredetét és a szerzői jogokat jelzi, nem szolgál a cikkben szereplő információk forrásmegjelöléseként.